# Paranomala cupricollis
Paranomala cupricollis är en skalbaggsart som beskrevs av Louis Alexandre Auguste Chevrolat 1834. Paranomala cupricollis ingår i släktet Paranomala och familjen Rutelidae. Inga underarter finns listade i Catalogue of Life.